# Marileidy Paulino
Marileidy Paulino   (Nizao, República Dominicana, 25 octubre 1996, 25 d'octubre de 1996) és una atleta velocista dominicana especialitzada en la prova dels 400 metres llisos. Ha guanyat tres medalles olímpiques (1 d'or) i 3 medalles (2 d'or) en els Campionats del Món. Posseeix diversos rècords nacionals, així com el rècord americà i el rècord olímpic dels 400m llisos i és membre de l'equip mixt dominicà del 4x400 metres relleus. És una atleta atípica, ja que va començar en l'atletisme amb 19 anys, després d'haver passat per altres esports amb la única intenció de "buscar una sortida per la seva família".
Paulino s'inicià internacionalment l'any 2016 al Campionat Ibero-Americà de Rio de Janeiro participant de la prova del 4x100 metres relleus. En aquests primers anys, participa en les proves de 100 metres llisos, 200 metres llisos i 4x100 metres relleus, aconseguint arribar a la final de la prova dels 200m llisos dels Jocs Panamericans de Lima de 2019. Tot i així, els millors resultats arriben a la disciplina dels 400m llisos. En els Jocs Olímpics de Tokio de 2020 aconsegueix la medalla de plata en els 400m llisos i en el 4x400 metres relleus mixte. En la final dels 400m llisos va aconseguir a més, el rècord nacional del seu país i només va ser superada per la bahamenya Shaunae Miller-Uibo, convertint-se així, en la primera esportista dominicana en guanyar una medalla de plata en competició individual. L'any següent, en el Campionat del Món d'Oregon de 2022 aconsegueix un nou doblet, aquesta vegada amb una medalla d'or en els 4x400m relleus mixte (amb un nou rècord nacional) i una medalla de plata en els 400m llisos. El 2022 va acabar amb victòria en la prova de 400m llisos en la Diamond League, convertint-se en la primera atleta dominicana en aconseguir aquesta fita.
En el Campionat del Món de Budapest, Paulino es va convertir per primera vegada en guanyadora de la prova dels 400m llisos, amb un temps de 48.76 segons, batent de nou el rècord nacional del seu país. En els Jocs Panamericans de Santiago 2023, va aconseguir el rècord del seu país de guanyar 4 medalles en una mateixa edició.
En els Jocs Olímpics de París, va guanyar la medalla d'or en la prova dels 400m llisos, amb una marca de 48.17 segons, el què suposava un nou rècord olímpic i un nou rècord americà. A més, suposà la primera medalla d'or aconseguida per qualsevol esportista femenina dominicana en qualsevol disciplina dels Jocs Olímpics de la història.

## Marques personals
| Disciplina          | Marca        | Vent       | Seu                            | Data              |
| ------------------- | ------------ | ---------- | ------------------------------ | ----------------- |
| 100m llisos         | 11.38        | +0,4 (m/s) | Bogotà, Colòmbia               | 19 febrer 2023    |
| 200m llisos         | 22.36 NR     | +1.0 (m/s) | Santo Domingo, Rep. Dominicana | 25 juny 2022      |
| 400m llisos         | 48.17 AR, OR |            | París                          | 9 d'agost de 2024 |
| 4x100m relleus      | 43.45        |            | San Salvador, El Salvador      | 6 juliol 2023     |
| 4x400m relleus      | 3:27.84 NR   |            | San Salvador, El Salvador      | 7 juliol 2023     |
| 4x400m relleus mixt | 3:09.82 NR   |            | Oregon, EUA                    | 15 juliol 2022    |

## Trajectòria professional
| Any  | Competició        | Seu               | Posició  | Disciplina          | Marca        |
| ---- | ----------------- | ----------------- | -------- | ------------------- | ------------ |
| 2019 | Jocs panamericans | Lima, Perú        | 14a (sf) | 100m                | 11.84        |
| 2019 | Jocs panamericans | Lima, Perú        | 7a       | 200m                | 23.29        |
| 2019 | Campionat del Món | Doha, Qatar       | 17a (sf) | 200m                | 23.03        |
| 2021 | Jocs Olímpics     | Tòquio, Japó      | 2a       | 400m                | 49.20 NR     |
| 2021 | Jocs Olímpics     | Tòquio, Japó      | 2a       | 4x400m mixte        | 3:10.21 NR   |
| 2022 | Campionat del Món | Oregon, EUA       | 2a       | 400m                | 49.60        |
| 2022 | Campionat del Món | Oregon, EUA       | 1a       | 4x400m mixte        | 3:09.82 NR   |
| 2023 | Campionat del Món | Budapest, Hongria | 1        | 400m                | 48.76 NR     |
| 2023 | Jocs Panamericans | Santiago, Xile    | 1        | 200m                | 22.74        |
| 2023 | Jocs Panamericans | Santiago, Xile    | 3        | 4x100m relleus      | 44.32        |
| 2023 | Jocs Panamericans | Santiago, Xile    | 2        | 4x400m relleus      | 3:34.27      |
| 2023 | Jocs Panamericans | Santiago, Xile    | 1        | 4x400m relleus mixt | 3:16.05      |
| 2024 | Jocs Olímpics     | París             | 1        | 400m                | 48.17 OR, AR |